# Dionís d'Antioquia
Dionís d'Antioquia (grec antic: Διονύσιος, Dionýsios) va ser un sofista grec del segle vi dC el corpus epistolar del qual s'ha conservat.
Va ser actiu com a sofista a Dafne d'Antioquia, on va ensenyar a cert Cal·liopi, i sembla que era deixeble de Procopi de Gaza. També constsa la seva activitat com a oradaor públic. És autor d'un corpus de 85 lletres que s'ha conservat fins als nostres dies. Les primeres 46 són les úniques que inclouen el nom del receptor, i són les que han estat publicades més sovint (Manuzio, Venècia, 1499; Stephanus, París, 1577; Cujacius, Orleans, 1606; i Hercher, Epistolographi Graeci, Paris, 1873). Algunes d'aquestes lletres també figuren a les col·leccions de lletres de Libani.
Hi ha autors que atribueixen aquestes cartes a Dionisi de Milet, sense cap justificació. Segurament és la persona a qui anava dirigida la carta número 19 escrita per Enees de Gaza.